# ジョージ・ブッシュ・インターコンチネンタル空港インター＝ターミナル・トレイン
インター＝ターミナル・トレイン（英: inter-terminal train）は、テキサス州ヒューストンにあるジョージ・ブッシュ・インターコンチネンタル空港 (IAH) にて運行されている古い2路線のターミナル間People moverである。
空港とともに開業したが、現在ウォルト・ディズニー・イマジニアリングとして知られている1部門であるWEDトランスポーテーション・システムズによってピープル・ムーバー・システムが建設され、1981年に列車システムが現在のWEDウェイ・システムに置き換えられた。
インター＝ターミナル・トレインは、ディズニーの資産外としてウォルト・ディズニー・カンパニーによって建設された唯一のWEDウェイ・ピープル・ムーバーである。
マジック・キングダムのトゥモローランドにあるアトラクションであるトゥモローランド・トランジット・オーソリティー・ピープルムーバーに用いられている機械的な技術の多くを使用している。
列車が最下部ルートの部分に沿って必要となるタイト・コーナーに対応できることを設計可能とし、列車内で駅アナウンスおよび聞こえてくる警告メッセージが、実は車両車体の上部にある開口部を通してトラック沿線音響システムによって提供されているという点で珍しい。
列車は巡回路で運行されており、出発点に戻る前に全てのターミナルならびにヒューストン空港ホテルに停車する。
当システムは、ジョンソン・コントロールズによって維持および運行されている。